# Mistrovství světa v silniční cyklistice 2019
Mistrovství světa v silniční cyklistice 2019 se uskutečnilo v britském Yorkshiru mezi dny 23. a 29. září 2019.

## Závody
Většina závodů byla do značné míry ovlivněna nepříznivým počasím, zejména pak silným deštěm - v časovce mnoho sportovců skončilo na zemi kvůli kluzkému povrchu, ale i kvůli hlubokým kalužím. Například silniční závod mužů Elite dokončilo z původních 197 pouze 46 závodníků. Za nejvýraznější český výsledek lze označit 13. místo Zdeňka Štybara právě ve zmiňovaném silničním závodě mužů Elite.

### Závody mužů
| Závod                    | Vítěz              | 2. místo           | 3. místo         |
| ------------------------ | ------------------ | ------------------ | ---------------- |
| Silniční závod           | Mads Pedersen      | Matteo Trentin     | Stefan Kung      |
| Silniční závod mužů U23* | Samuele Battistela | Stefan Bissegger   | Tom Pidcock      |
| Silniční závod junioři   | Quinn Simmons      | Alessio Martinelli | Magnus Sheffield |
| Časovka                  | Rohan Dennis       | Remco Evenepoel    | Filippo Ganna    |
| Časovka mužů U23         | Mikkel Bjerg       | Ian Garrison       | Brandon McNulty  |
| Časovka junioři          | Antonio Tiberi     | Enzo Leijnse       | Marco Brenner    |

* Silniční závod mužů U23 původně vyhrál Nizozemec Nils Eekhoff. Ten byl ale později diskvalifikován, jelikož v dřívějším průběhu závodu při návratu do pelotonu po technickém problému využil závětří týmového vozu v nesouladu s pravidly.

### Závody žen
| Závod                   | Vítězka                 | 2. místo                | 3. místo                |
| ----------------------- | ----------------------- | ----------------------- | ----------------------- |
| Silniční závod          | Annemiek van Vleutenová | Anna van der Breggenová | Amanda Sprattová        |
| Silniční závod juniorek | Megan Jastrab           | Julie de Wilde          | Lieke Nooijen           |
| Časovka                 | Chloé Dygert Owen       | Anna van der Breggenová | Annemiek van Vleutenová |
| Časovka juniorek        | Aigul Gareeva           | Shirin van Anrooij      | Elynor Backstedt        |